# José Antonio Zaldúa Urdanavia
José Antonio Zaldúa Urdanavia, conegut al món del futbol com a Zaldúa, (Elizondo, 15 de desembre de 1941 - Sant Andreu de Llavaneres, 30 de juny de 2018) fou un jugador de futbol navarrès. Com a davanter, va destacar per la seva facilitat golejadora i amb 107 gols en partits oficials, és el 20è màxim golejador en la història del FC Barcelona.
Va debutar a Primera Divisió amb el Reial Valladolid el 17 de gener del 1960 a Elx. Posteriorment, va jugar de la temporada 1961/62 fins a la 1969/70 al Futbol Club Barcelona. Va acabar la seva carrera professional jugant amb el Centre d'Esports Sabadell la temporada Primera divisió espanyola 1971/72.